# Leo Buscaglia
Felice Leonardo Buscaglia (Los Angeles, 31 de março de 1924 – Glenbrook, 12 de junho de 1998) foi um professor e escritor estadunidense, de origem italiana.

## Biografia
Foi professor e escritor ítalo-americano, que ministrou aulas na University of Southern California - EUA, tendo sido autor de artigos para o New York Times sobre assuntos relacionados ao amor e sobre o humano. E também foi idealizador de um curso sobre Amor na própria universidade.
"Ao que eu saiba, somos a única escola do país, e talvez no mundo, que tem uma disciplina chamada "Amor, 1 A", e eu o único professor bastante louco a ponto de ensiná-la"''
Leo Buscaglia foi um dos maiores escritores acerca do Amor dos últimos tempos. Seus livros mudaram a maneira como muitas pessoas  viam o Amor, sempre exaltando as idéias de se viver o momento, expressar o amor que se sente por alguém e não criar expectativas. seu primeiro audio livro  ´´O medo de água , o começo da hidrofobia´´ em 2019 Seguiu-se, depois de Leo Buscaglia, a onda da "Auto-Ajuda", com diversos autores em vários países, todos copiando e imitando o estilo de Leo, o precursor de tudo isso. Criou, antes de morrer, a ONG Felice, dedicada à ajuda aos carentes em todo o mundo. Por uma estranha coincidência do Destino, faleceu aos 74 anos no dia 12 de junho de 1998 (dia dos Namorados no Brasil); de ataque cardíaco enquanto dormia em sua casa no lago Tahoe, California. Esteve uma vez no Brasil, em 1995, onde deu uma série de palestras.

## Livros
- AMANDO UNS AOS OUTROS

ISBN : 8501031402
Gênero : Espiritualidade - Páginas : 208
Formato : 14x21
- AMOR

ISBN : 8501022586
Gênero : Espiritualidade - Páginas : 160
Formato : 14x21
- AMOR DE NATAL

ISBN : 8501037877
Gênero : Infantil e Juvenil - Infantil
- ASSUMINDO A SUA PERSONALIDADE

ISBN : 8501022594
Gênero : Espiritualidade - Páginas : 160
Formato : 14x21
- O CAMINHO DO TOURO

ISBN : 8501037982
Gênero : Espiritualidade - Páginas : 176
Formato : 14x21
- OS DEFICIENTES E SEUS PAIS

ISBN : 8501037990
Gênero : Ciências - Educação - Páginas : 416
Formato : 14x21
- A HISTÓRIA DE UMA FOLHA

ISBN : 8501024260
Gênero : Infantil e Juvenil - Juvenil - Páginas : 32
- NASCIDO PARA AMAR

ISBN : 850103973X
Gênero : Espiritualidade - Páginas : 352
Formato : 14x21
- PAPAI, MEU AMIGO

ISBN : 8501036196
Gênero : Negócios - Motivação - Páginas : 136
Formato : 14X21
- O PARAÍSO FICA PERTO

ISBN : 8577010236
Gênero : Espiritualidade - Páginas : 288
Formato : 14x21
- O PRESENTE DE TINO

ISBN : 850103410X
Gênero : Infantil e Juvenil - Infantil
- VIVENDO, AMANDO E APRENDENDO

ISBN : 8577011534
Gênero : Espiritualidade - Páginas : 288
Formato : 14x21